# Haarener Tuchfabrik

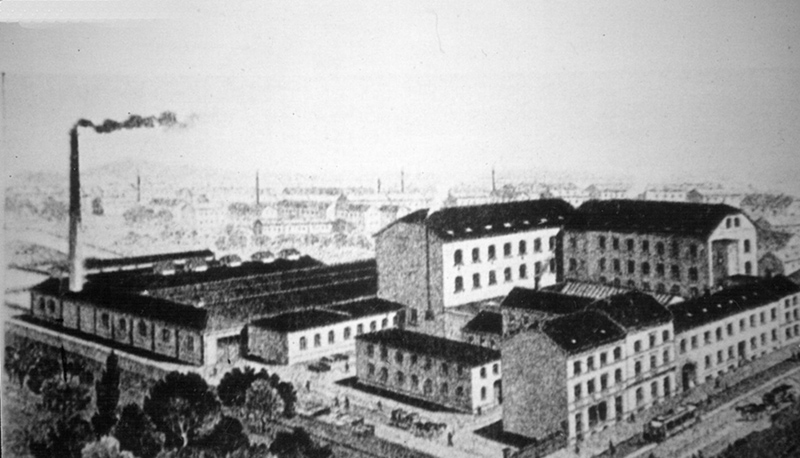
Ehemalige Haarener Tuchfabrik um 1910

Die Haarener Tuchfabrik war ein großes Textilunternehmen in Haaren, das während des Bestands der Firma noch nicht nach Aachen eingemeindet war. Die Fabrik wurde 1881 von dem Unternehmer Jacob Lippmann (1830–1913) errichtet und bestand unter wechselnden Eigentümern als sog. Vollbetrieb mit Spinnerei, Weberei, Appretur und Färberei bis zum Jahr 1970. Die letzten Fabrikgebäude wurden 1992 abgerissen, um Platz für eine kleinteilige Wohnbebauung zu schaffen.

## Geschichte
1820 kam die Witwe Wittib Lippmann aus Frankreich mit ihren zwei Söhnen Mayer (Meyer), geb. 1794 in Fontainebleau, und Aaron, geb. 1797 in Paris, nach Aachen und ließ sich als Handelsfrau registrieren, wie es laut einem Dekret aus napoleonischen Zeiten für alle Juden Vorschrift war, wenn sie ein selbstständiges Gewerbe ausüben wollten. Die beiden Brüder traten zunächst als Händler auf. Während Aaron Lippmann mit Kurzwaren handelte, gründete Mayer Lippmann bereits 1821 im Haus Zum Goldenen Stern in der Kleinkölnstraße die Tuchhandlung „M. Lippmann“. Er heiratete 1825 in zweiter Ehe die aus Königswinter stammende Fanny Cahn und gründete 1839 zusammen mit seinem Schwager Nathan Marx, einem ebenfalls jüdischen Handelsmann, die Tuchfabrik „N. Marx & Lippmann“, die sie in einem ehemaligen Kupferhof am Templergraben einrichteten. Später übernahm Mayers Sohn Heinrich Lippmann, der eigentlich als Bankier tätig war, die Teilhaberschaft. Doch der wanderte 1866 mit seiner Familie nach Amerika aus. Die Firma wurde als „Marx & Söhne“ bzw. später Marx & Auerbach weitergeführt.

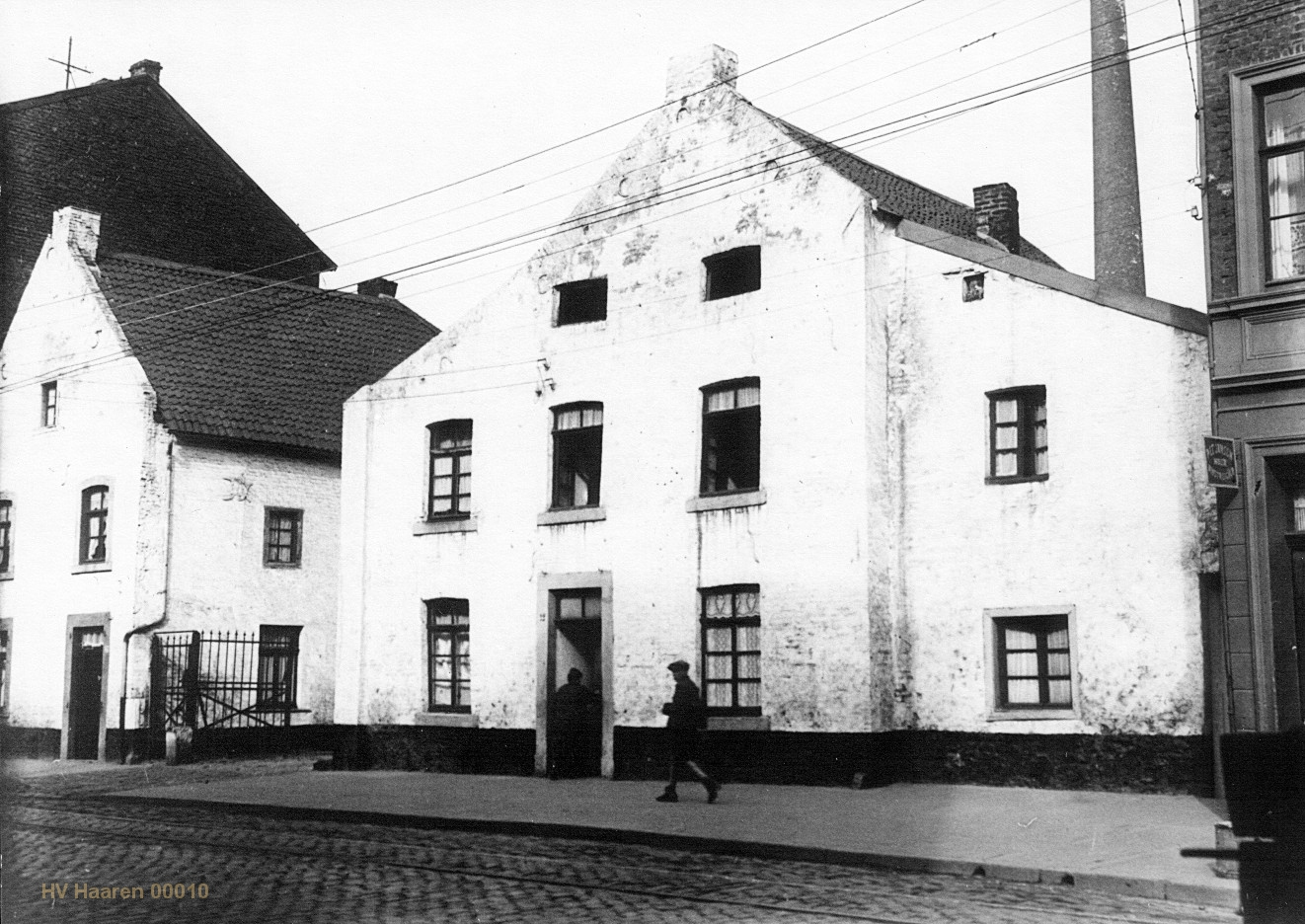
Häuser der Haarener Tuchfabrik, dazwischen die Einfahrt zum Kesselhaus, im Hintergrund der Fabrikschornstein, 1930

Mayers jüngster Sohn Jacob Lippmann (28. Februar 1830 bis 27. Juni 1913) hatte sich bereits 1850 mit der Tuchfabrik „Jacob Lippmann“ in Aachen selbstständig gemacht und suchte in den 1870er Jahren nach einem geeigneten Gelände für eine neue Tuchfabrik. In Haaren wurde er fündig. Auf dem Gelände des Gutes Entenfeld, das unmittelbar am Zusammenfluss von Haarbach und Wurm gelegen war und nicht weit vom Haarener Güterbahnhof, errichtete er die „Haarener Tuchfabrik“, die 1881 eröffnet wurde und deren alleiniger Inhaber er war. Seit 1879 war Jacob Lippmann zudem im Vorstand der Rheinischen Tuchfabrik, die 1893 in die Haarener Tuchfabrik G.m.b.H. aufging. Jacobs Sohn Otto (1866–1930) wurde 1904 Geschäftsführer und 1925 Alleininhaber des Unternehmens.
Nach dem Ersten Weltkrieg zeichnete sich der Niedergang der Aachener Textilindustrie ab. Sanktionen und Exportbeschränkungen machten den einzelnen Unternehmen schwer zu schaffen. Hinzu kam Mitte der 1920er Jahre die allgemeine wirtschaftliche Rezession. Otto Lippmann und seine Frau Emmy hatten zwei Töchter, die vermutlich kein Interesse an der väterlichen Firma zeigten. 1928 verkaufte Otto die Haarener Tuchfabrik an die Handelsgesellschaft „Jos. Rummeny OHG“. Otto starb 1930, seine Frau Emmy 1942 im Konzentrationslager Izbica in Polen.
Josef Rummeny, Sohn einer Kalkbrenner-Familie aus Lippspringe hatte in der Rudolfstraße in Aachen eine Weberei gegründet sowie die Handelsgesellschaft. Nach seinem Tod 1927 wurde sein Sohn Karl Gesellschafter der Jos. Rummeny OHG und tätigte ein Jahr später den Kauf der Haarener Tuchfabrik. 1929 wurde sein Bruder Wilhelm Teilhaber. Im Zuge von Arisierungsmaßnahmen wurden die jüdischen Eigentümer der „Mayerfeld & Herz KG“ gezwungen, ihre Tuchfabrik zu verkaufen. Die Firma Rummeny griff zu und erwarb damit zusätzliche Kapazitäten. Aber nach Ausbruch des Zweiten Weltkriegs wurde die neu erworbene Tuchfabrik wieder geschlossen. 1942 verließ Karl Rummeny die Firma. Wilhelm Rummeny führte sie fortan als alleiniger Gesellschafter unter seinem Namen weiter.
Nach 1945 dauerte es einige Zeit, bis die beschädigten Anlagen repariert werden konnten und die Produktion wieder in Gang kam. Im nachfolgenden Verdrängungswettbewerb konnte sich die Haarener Tuchfabrik nicht lange halten und wurde zum Jahreswechsel 1967/68 von der Aachener Firma „Jos. Königsberger KG“ aufgekauft. Die Firma Königsberger war schon seit Ende des 19. Jahrhunderts in der Aachener Tuchindustrie tätig und wurde 1938 ihrerseits Opfer der Arisierung. Die Familie musste ihren Besitz abgeben und in die USA flüchten. Nach 1950 gelang es ihnen aber, ihre Besitzansprüche geltend zu machen und ihr Aachener Unternehmen zurückzuerhalten. In Haaren dauerte das Königsberger Engagement nicht lange. Bereits um 1970 wurde die Produktion eingestellt.

## Gebäude

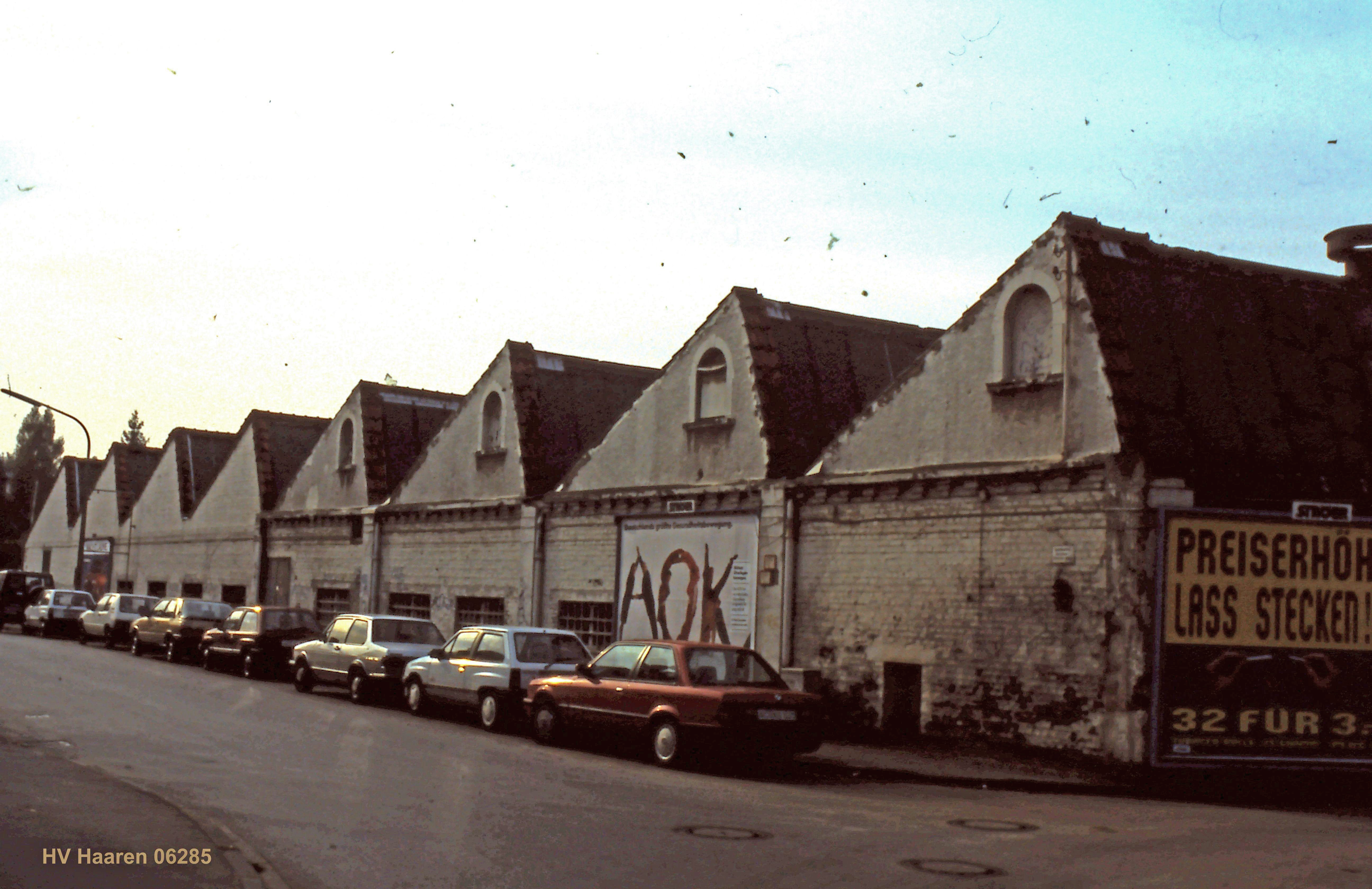
Fabrikgebäude an Germanusstraße, Ecke Laachgasse, 1991

Die Fabrikgebäude der Haarener Tuchfabrik lagen beidseitig des Haarbachs bei der Einmündung in die Wurm. An der südlichen Seite befanden sich das Kesselhaus und vorne an der Hauptstraße (heute Alt-Haarener-Straße) zwei Wohngebäude, zwischen denen die Zufahrt zum Kesselhaus verlief. Auf der anderen Seite, angrenzend an Germanusstraße und Laachgasse, befanden sich die Verwaltungs- und Produktionsgebäude sowie die große Fabrikhalle mit markantem Sägezahndach (Sheddach).
Einige im Zweiten Weltkrieg zerstörte Gebäude der Tuchfabrik wurden so nicht wieder aufgebaut. Im Wesentlichen wurde nur die Fabrikhalle wieder hergerichtet, die für die Produktion gebraucht wurde. Nachdem um 1970 das Werk geschlossen wurde, nutzte die Eilendorfer Tuchfabrik Fuss noch bis 1974 die alten Hallen. Später zog eine Niederlassung der SB-Warenhauskette Allkauf in die ehemaligen Fabrikhallen am Haarbach ein, bis sie ihren Neubau an der Breslauer Straße beziehen konnten. Danach wurden die Gebäude von einer Akustikfirma und einer Autowerkstatt und -lackiererei genutzt.
1992 wurden die Fabrikgebäude abgerissen, nur eine Stahltür und der hohe Kamin blieben noch ein paar Jahre stehen. Nachdem der Kamin 1999 gesprengt wurde und die Stahltür entfernt war, konnte die Industriebrache endlich für eine Wohnbebauung freigegeben werden.